# Hart's Bank
La Hart's Bank est une banque canadienne basée à Trois-Rivières active de 1837 à 1847.

## Histoire
La Hart's Bank est une banque canadienne fondée par Moses Hart (1768-1852) en 1837 à Trois-Rivières au Québec. Elle cessa ses opérations vers 1847. Elle a émis ses propres billets. Le Musée de la monnaie, à la Banque du Canada, conserve sept de ces billets. Quatre billets ont été gravés le 1er octobre 1837 et valent 10 sous (5 pence), 40 sous (20 pence) et 60 sous (1/2 écu, 3 francs, 2 shillings et six pence). Trois autres billets ont été gravés en 1839 et valent 1 dollar (1 piastre), 3 dollars (3 piastres) et 5 dollars (5 piastres).
Selon René Verrette, « Hart essaie d'obtenir une loi constitutive pour sa banque privée. Pour ce faire, il présente en 1841 une pétition à l'Assemblée législative signée par des marchands de la ville; aucune suite ne lui est donnée. »
Moses Hart fut actionnaire de la Banque de Montréal (1817), de la Banque de Québec (1818), de la Banque du Canada (1818), de la Banque de la Cité (1833), de la Banque du Peuple (1835).